# USS Dragonet (SS-293)
Za druga plovila z istim imenom glejte USS Dragonet.
USS Dragonet (SS-293) je bila jurišna podmornica razreda balao v sestavi Vojne mornarice Združenih držav Amerike.
Podmornica je v letih 1944 in 1945 opravila tri bojne patrulje v sklopu vojne za Tihi ocean, z izhodiščem v Pearl Harborju. Med prvo patruljo je 15. decembra 1944 v sovražnih vodah zadela ob nekartirano čer, ki je preluknjala oklep, nakar je voda zalila sprednji del podmornice. Posadka je poškodovano podmornico uspešno pripeljala do Midwayskega atola, kjer so jo za silo popravili, nato pa je bila prepeljana v ZDA na popravila.
Na naslednjih dveh patruljah se je posadka ukvarjala predvsem z reševanjem sestreljenih letalcev vojne mornarice. Podmornica je bila izvzeta iz aktivne uporabe 16. aprila 1946 in premeščena v rezervni sestav. 1. junija 1961 je bila potopljena v preizkusu eksploziva v zalivu Chesapeake.